# 戦争と平和
『戦争と平和』（せんそうとへいわ、露: Война и мир）は、帝政ロシア末期の小説家レフ・トルストイが著した長編小説。トルストイが36歳のときに執筆を始め、1865年から1869年にかけて雑誌『ロシア報知』（露: Ру́сский ве́стник）で発表した。サマセット・モームは『世界の十大小説』で「あらゆる小説の中でもっとも偉大な作品」と評している。

## 概要
19世紀前半のナポレオン戦争の時代を舞台に、アウステルリッツの戦いや、ボロディノの戦いを経てモスクワを制圧するもフランス軍が退却に追い込まれたロシア遠征 などの歴史的背景を精緻に描写しながら、1805年から1813年にかけてあるロシア貴族の3つの一族（ボルコンスキー公爵家、ベズーホフ伯爵家、ロストフ伯爵家）の興亡を中心に描き、ピエール・ベズーホフとナターシャの恋と新しい時代への目覚めを点描しながら綴った群像小説である。登場人物の一人ピエール・ベズーホフは、著者の分身と見られ、没落していくロシア貴族から、大地の上で強く生き続けるロシアの農民の生き様への傾倒へと続くピエールの魂の遍歴は、著者の心の動きの反映とも言われる。
本作の執筆当時、ロシアでは、それまで一般的だった古ロシア語に代わり、新たに整備された現代的なロシア語文法が浸透していたが、トルストイを含む上流階級は教養として慣れ親しんだフランス語を日常的に使用 していた。作中でも貴族達の会話にフランス語を交えたり、名前を「ピエール」とフランス風に呼ぶ（ロシア風ならピョートル）という、当時のロシア貴族に対するフランス文化の影響も描写している。
登場人物は559人に上ると言われる。

## 主要人物
年齢は1805年時点。
ピエール（ピョートル・キリーロヴィチ・ベズーホフ）
本編の主人公。莫大な財産を持つキリール・ウラジーミロヴィチ・ベズーホフ伯爵の私生児の一人。父に愛され、その財産を継ぐ。フランス帰り。力自慢の偉丈夫。意志が弱く放蕩に耽りやすく、肥満している。フリーメイソンに加入する。
アンドレイ・ニコラーエヴィチ・ボルコンスキィ
ボルコンスキィ公爵家の長男、27歳の青年士官。ピエールの親友。優秀な実務家。アウステルリッツを含む対ナポレオン戦争に従軍。父ニコライ老公爵の友人クトゥーゾフ将軍の副官などを務め、オーストリア王宮への使者の任にも就いた。
マリヤ・ニコラーエヴナ・ボルコンスカヤ
アンドレイの妹。兄と違い、信心深い。決して美人とはいえないが、美しい瞳を持つ女性。父と共に領地で生活している。
ニコライ・イリーイチ・ロストフ
ロストフ伯爵家の長男。青年士官としてアウステルリッツに従軍する。軟弱な青年だったが、軍に馴染み、成長していく。
ナターシャ　(ナターリア・イリーニチナ・ロストワ)
12歳。ニコライ・ロストフの妹。無邪気で天真爛漫な少女。多くの男性を惹き付ける。
ペーチャ（ピョートル・イリーイチ・ロストフ）
8歳。ニコライの末の弟。皇帝に心酔し、1812年ごろ、軍に仕官する。
ソーニャ
14歳。ニコライの又従兄妹で、ロストフ伯爵家の居候。幼少の頃からニコライを一途に愛する。
ボリス
ニコライ兄妹の幼馴染。上昇志向が強い。様々な人脈を駆使して出世を遂げていく。幼い頃はナターシャに恋心を抱いていた。
ワシーリィ・ドミートリチ・デニーソフ
ロシア軍の士官。歴戦の勇士。アウステルリッツ以来のニコライの戦友。ナターシャに求婚するも受け入れられず。
アナトーリ・ワシーリエヴィチ・クラーギン
クラーギン公爵家の次男、ピエールの親戚にして放蕩仲間。享楽的で、数多の浮名を流す。ナターシャを誘惑する。
エレン・ワシーリエヴナ・クラーギナ
アナトーリの妹。絶世の美女にして社交界の花形。兄同様に享楽的な人物で、他者を堕落させる力を有する。財産を欲し、ピエールの妻となる。結婚後も、その放蕩生活は変わらない。
ドーロホフ
アナトーリの友人にして放蕩仲間。アナトーリを金蔓として利用している節がある。対フランス戦にもたびたび参加。活躍は多いが、その気性がたたり、昇格と降格を繰り返している。
実在の人物
ミハイル・イラリオーノヴィチ・クトゥーゾフ
ロシア軍の元帥。該当項目参照。作中での評価は高い。「神の意思を見きわめながら、それに自分の個人の意思を従わせる、数少ない、常に孤独な人間」。
ナポレオン・ボナパルト
フランス皇帝。該当項目参照。優秀な人物として描かれているが、それ以上に「巨大な歯車を前にした英雄の無力」をあらわす好例としての扱いのほうが強い。
アレクサンドル1世
ロシア皇帝。該当項目参照。作中に度々登場するがその描かれ方は没人格的。

## 各章の概要

### 第一巻
1805年。ナポレオン戦争を縦糸として展開していく。
第一部
1805年7月、ペテルブルク（ロシアの首都）の社交界の様子から物語が始まる（この年4月、イギリス、ロシア、オーストリア、神聖ローマ帝国などの対仏大同盟が成立し、ナポレオンとの戦争が目前に迫っている）。フランスから帰ったばかりのピエールと悪友たちは、酔った勢いで警察署長に乱暴を働き、ペテルブルクを追放される。
ベズーホフ老伯爵の死が近づいている。遺産を期待していた伯爵令嬢やクラーギン公爵を差し置き、非嫡出子のピエールが遺言状により伯爵家の莫大な財産を相続する。
ロストフ伯爵家では、愛国心に燃えたニコライが出征する。
ボルコンスキィ公爵家のアンドレイは、妊娠中の妻リーザを領地に残して出征する。
第二部
アンドレイ及びニコライ・ロストフはオーストリア戦線に参加する。
アンドレイはクトゥーゾフ元帥の副官として精力的に動く。初陣のニコライは腕を負傷する。
第三部
ピエールはクラーギン公爵の長女エレンと愛のない結婚をする。
アウステルリッツの三帝会戦で、アンドレイは負傷して倒れるが、ナポレオンが生きていることに気づき、フランス軍の捕虜とされる。

### 第二巻
1806年から1811年まで。戦場の描写は少なく、詩的な場面が多い。
第一部：1806年：ニコライの休暇
ニコライ、休暇で戦友デニーソフと共に帰郷。
ピエールはエレンの不義を疑い、ドーロホフと決闘し、ドーロホフを倒す。エレンとは別居する。
アンドレイ、捕虜生活から領地に帰還するも、妻リーザは出産後に死亡し、ニコールシカ（男児）が遺される。
ドーロホフはソーニャに求婚するが、ニコライを愛していたソーニャは拒絶する。ドーロホフは意趣返しにニコライをカード賭博で4万3000ルーブリ負かす。ニコライは父の伯爵に頼み込み、何とか支払った後、軍隊に戻る。
デニーソフがナターシャに求婚するも、拒絶される。
第二部
1807年。ピエールは偶然出会ったヨーシフ・アレクセーエヴィチ・バズデーエフに誘われ、フリーメーソンの結社に入会する。
ピエール、領地からの帰路にアンドレイを訪ねフリーメーソンに誘うも、かわされる。
デニーソフは、隊の物資不足に悩み、飢えた兵隊を救うために友軍の補給物資を強奪する。
ニコライは負傷して野戦病院に入ったデニーソフを見舞い、皇帝の恩赦を得るために奔走するも果たせず。
第三部
1809年5月、ロストフ伯爵家を訪問したアンドレイは、無邪気な少女ナターシャや自然の美しさに触れ、活力を取り戻す。
1809年8月、アンドレイ、禿山での隠棲を終え、ペテルブルクへ。スペランスキィと親交を持ち、軍規制定委員会・法律制定委員会の一員になる。
1809年11月。ピエール、エレンと同居再開。ボリス、人脈を得る為フリーメーソンに参加。
アンドレイ、ナターシャと婚約。父は結婚に反対し、一年間アンドレイが外国で過ごして互いの気持ちが変わらなければ許可する、と条件を出す。アンドレイ、外国へ。
第四部
1810年。ニコライ、家の財政立て直しのため帰郷するも、実質的には何もできず。その後は、ロストフ伯爵家の狩猟やクリスマスの仮装などを楽しむ。
ニコライ、ソーニャに告白するも親の反対に遭う。
ナターシャにとり、アンドレイを待つ1年間は長く、不安や焦燥にかられるようになる。
第五部
1811年、老ボルコンスキィ公、マリヤにさらに厳しくあたるようになる。訪問してきた老ロストフ伯爵とナターシャも、侮辱的に扱う。
そういう時に、エレンとアナトーリの兄妹がナターシャに近づく。アナトーリ、ナターシャを誘惑し駆け落ちを図るが失敗し、ナターシャは悲嘆に暮れる。ピエール、アナトーリを追放し、ナターシャに告白。

### 第三巻
1812年、ナポレオン軍のロシア侵攻。（ユリウス暦で記されているため、グレゴリウス暦と12日の差がある）
第一部
1812年6月12日、フランス軍がロシアに侵入する。
（侵入前）1812年5月。アンドレイ、戦場に復帰。
ニコライ、勲功を上げ、軽騎兵隊長に昇進。
ナターシャ、一連のスキャンダルの心労から病に。信仰の力で回復へ向かう。
第二部
1812年8月。スモレンスクが陥落し、ボルコンスキィ家領にも戦争が迫る。
1812年8月15日。老ボルコンスキィ死去。領民の暴動。ニコライの救援により、マリヤ、辛くも脱出する。
8月26日、ボロジノ会戦。ピエール、単身で戦場に乗り込む。アンドレイ負傷し、同じく負傷したアナトーリと再会する。アナトーリ死亡。
第三部
ロシア軍、モスクワ放棄。逃れられる者は逃れ、モスクワは抜け殻となる。
9月1日、ロストフ家疎開。フランス軍が翌日モスクワに入る。その後、略奪や大火へ。
9月2日。ナターシャ、疎開中に負傷のため後方に送られるアンドレイと再会、赦される。
9月3日。ピエール、幼女を火災から救う。略奪兵の暴行を阻止しようと争い、フランス軍に逮捕される。

### 第四巻
1812年、ナポレオン軍のモスクワ放棄、撤退、壊走。
第一部
エレン、ピエールと離婚した後に再婚するよう画策。誤って服毒死。
ロストフ伯夫人、ニコライとマリヤの結婚を望み、ソーニャにニコライへの想いを諦めさせる。
ピエール、見せしめの銃殺に立会い、絶望する。しかし同じく捕虜であるプラトン・カラターエフの人格に希望を見出す。
マリヤ、ニコライを通じてアンドレイの消息を知り、死に瀕した兄と再会。アンドレイ死亡。
第二部
10月6日、タルーチノの戦いでロシア軍が反撃。フランス軍、モスクワから撤退開始。
（出発前）ピエール、捕虜生活の中で、安らかな心と自分自身との調和を得る。
10月7日、モスクワから退却するフランス軍は、ピエールらの捕虜に過酷な行軍を強いる。
第三部
デニーソフ及びドーロホフ、パルチザン部隊長としてフランス軍追撃。
仕官したペーチャ、デニーソフと再会、部隊の襲撃に参加するも戦死。その戦いでピエール救出される。
（救出前）ピエール、不自由な捕虜生活の中で精神的な革新を遂げる。ピエールに影響を与えたカラターエフは落伍、銃殺される。
第四部
マリヤ、アンドレイの死の悲しみから立ち直り、現実生活に回帰。
1812年12月末。ナターシャ、ペーチャの訃報により半狂乱をきたした母を看病する為、「生」に回帰。
1813年1月、マリヤ、ナターシャと親友に。ナターシャの気分転換のため、共にモスクワに向かう。
（時間前後）1812年11月5日から8日、クラースノエ付近の会戦。追撃するロシア軍の描写。ベレジナ川の会戦。
11月29日、クトゥーゾフ、ヴィルナ入城。12月12日、前日に到着したツァーリ(皇帝）から勲一等聖ゲオルギー勲章を授与されるも、次第に実権を奪われていき、その役目を終える。
解放されたピエール、オリョールで発病、三カ月寝込む。捕虜生活の内に真の「信仰」を得た彼は誰からも好かれる人間に変わる。エレンの遺した負債処理の為、モスクワへ。
1813年1月末、ピエール、モスクワ着。五日目の夕方、訪問したマリヤ宅でナターシャと再会。ナターシャ、アンドレイの死の様子を語り、心の整理を付け、笑顔を取り戻す。ピエール、ナターシャ、互いの愛を悟る。
エピローグ（第一部）
ピエール・ナターシャ夫妻、ニコライ・マリヤ夫妻のその後を描く。社交界の内外で人望を集めるピエール。ロストフ家の財政を何とか立て直したニコライ。魅力的な少女から善良なる母へと姿をかえたナターシャ。
エピローグ（第二部）
著者による総括。

## 主な日本語訳
- 藤沼貴訳（岩波文庫 全6巻、2006年）、ワイド版2014年
- 望月哲男訳（光文社古典新訳文庫 全6巻、2020-2021年）
- 工藤精一郎訳（新潮文庫 全4巻、改版2005-2006年）
- 北御門二郎訳（東海大学出版会 全3巻、新版2001年）

下記は旧訳版（絶版）
- 米川正夫訳（旧岩波文庫版 全8巻、改版全4巻）- 初訳版は大正期で昇曙夢共訳（新潮社 全6巻）
- 中村白葉訳（「世界文学全集」第13・14巻／「全集」第3・4・5巻、各 河出書房新社）
- 中村融訳（筑摩書房「選集」第3・4・5巻 ほか）
- 原久一郎訳（中央公論社、全10巻、1946-1947年）、のち旧新潮文庫
  - 原卓也共訳（集英社「世界文学全集」全3巻、1978年）
- 原卓也訳（中央公論社「新集 世界の文学」第17・18・19巻、1968年 ほか）
- 小沼文彦訳（縮訳版 旺文社文庫 上下、1968年）

## 小説『戦争と平和』を題材にした作品

### 映画作品
『戦争と平和』(1915年、ロシア映画)
監督：ウラジミール・ガルディン、ヤーコフ・プロタザノフ
ボロジノ戦争100年祭を記念して制作された白黒サイレント版。「戦争と平和」初の映画化作品で4年がかりで制作された。1918年ごろフィルムが消失し、現在は見る事が出来ない。監督のガルディンがナポレオン役で出演している。
『戦争と平和』（1956年、米映画・伊映画）
監督：キング・ヴィダー、出演：オードリー・ヘプバーン、ヘンリー・フォンダ、ジェレミー・ブレット、メル・ファーラー、ハーバート・ロム、音楽：ニーノ・ロータ
『戦争と平和』（1965-67年、ソ連映画）
監督：セルゲイ・ボンダルチュク、出演：リュドミラ・サベーリエワ、音楽：ビャチェスラフ・オフチンニコフ
モスフィルム（モスクワ映画撮影所）が3年間に渡って全4部作を製作。

### テレビドラマ
『戦争と平和』（1972年、英国放送協会製作）
全20話。出演：アンソニー・ホプキンス（ピエール）、アラン・ドビー（アンドレイ）、モラグ・フッド（ナターシャ）。
『戦争と平和』（2007年、イタリアほか合作）
テレビミニシリーズで全4話（計400分）。
出演：アレクサンダー・ベイヤー（ピエール）、アレッシオ・ボーニ（アンドレイ）、クレマンス・ポエジー（ナターシャ）
『戦争と平和』（2016年、英国放送協会製作）
テレビミニシリーズで全6話（計330分）。
脚本：アンドリュー・デイビス、演出：トム・ハーパー。
出演：ポール・ダノ（ピエール）、ジェームズ・ノートン（アンドレイ）、リリー・ジェームズ（ナターシャ）、ジャック・ロウデン（ニコライ）、ジェシー・バックリー（マリヤ）、タペンス・ミドルトン（エレン）。
日本では、2016年9月25日からNHK総合で放送 (全8話に編集) 。

### 舞台

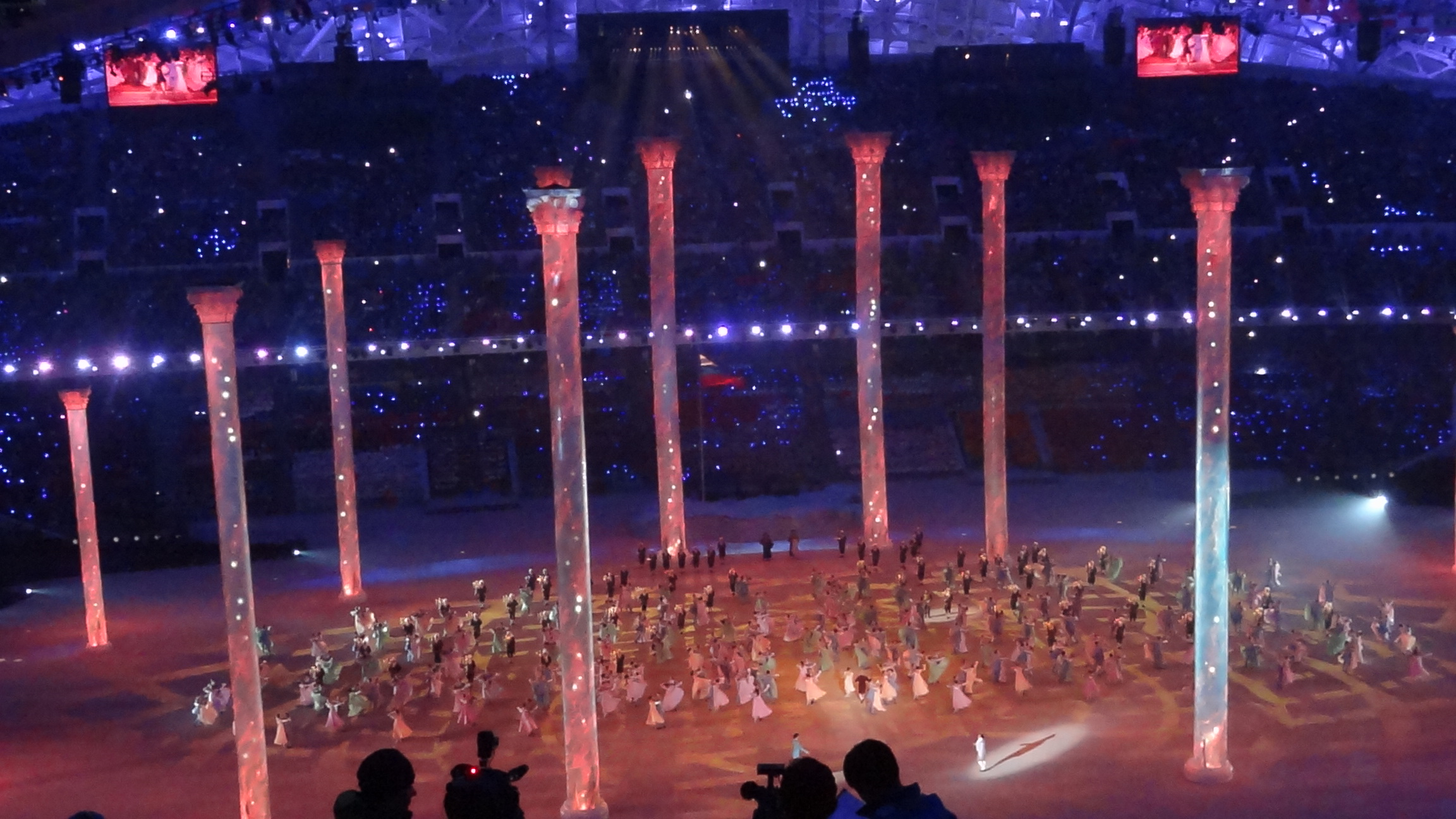
2014年2月7日ソチオリンピックの開会式での『戦争と平和』の舞踏会場面のアトラクション。マリインスキー劇場、ボリショイ劇場のバレエダンサーが動員された。

オペラ『戦争と平和』Op.91（5幕10場とエピローグ）
作曲：セルゲイ・プロコフィエフ （1941年 - 1942年、最終版1952年）、台本：原作によりプロコフィエフ夫妻
宝塚歌劇星組公演『戦争と平和』（1988年）
バレエ『戦争と平和』「ナターシャ初めての舞踏会」（2014年2月7日ソチオリンピックの開会式で上演）
振付：Radu Poklitar
ナターシャ・ロストワ：スヴェトラーナ・ザハーロワ
アンドレイ・ニコラーエヴィチ・ボルコンスキィ：ダニラ・コルスンツェフ (Данила Корсунцев)
ピエール・ベズーホフ伯：アレクサンドル・ペトゥホフ（Alexandr Petukhov）
イリヤ・アンドレイヴィチ・ロストフ伯：ウラジーミル・ワシーリエフ（Vladimir Vasiliev）
デニス・ダヴィドフ中将：イワン・ワシリーエフ
ミュージカル『ナターシャ・ピエール・アンド・ザ・グレート・コメット・オブ・1812』（略称：グレート・コメット、Great Comet）
『戦争と平和』の第2巻第5部を題材としたミュージカル作品。
2012年にオフ・ブロードウェイで誕生。2016年にブロードウェイへ進出。
2017年のトニー賞では最多12部門でノミネートされた。日本語の題名は、ブロードウェイ版の題名"Natasha Pierre & the Great Comet of 1812"に依る。
2019年1月5日 - 1月27日の東京芸術劇場プレイハウスでの上演が日本初演となる。
キャスト
- ピエール：井上芳雄
- ナターシャ：生田絵梨花
- エレン：霧矢大夢
- アナトール：小西遼生
- ソーニャ：松原凜子
- ドロホフ：水田航生
- マリヤ：はいだしょうこ
- バラガ：メイリー・ムー
- マーリャD.：原田薫
- アンドレイ / ボルコンスキー老公爵：武田真治

スタッフ
- 音楽・詞・脚本・オーケストレーション：デイブ・マロイ
- 訳詞・演出：小林香
- 音楽監督：前嶋康明
- 舞台監督：二瓶剛雄
- プロデューサー：小嶋麻倫子・塚田淳一（東宝）、中出桂（ニッポン放送）、近藤久晴（ミックスゾーン）
- 製作：東宝、ニッポン放送、ミックスゾーン

### 音楽作品
『リレイヤー』 - イギリスのロックバンドイエスが1974年に発表したアルバム。1曲目に収録されている錯乱の扉の歌詞は戦争と平和が基になっている。

### 漫画
『戦争と平和』（2007年、イースト・プレス）
企画・漫画：バラエティ・アートワークス、ISBN 9784872578676。（2023年GAKKENより復刊）